# Pardosa tyshchenkoi
Pardosa tyshchenkoi este o specie de păianjeni din genul Pardosa, familia Lycosidae, descrisă de Alexander A. Zyuzin și Marusik, 1989. Conform Catalogue of Life specia Pardosa tyshchenkoi nu are subspecii cunoscute.